# Hard Knocks
Hard Knocks es el vigesimosegundo álbum de estudio del músico británico Joe Cocker, publicado por la compañía discográfica Columbia Records en octubre de 2010. A diferencia de discos anteriores, integrados por versiones de otros artistas, Hard Knocks incluyó nueve canciones inéditas producidas por Matt Serletic, además de la versión del tema de Dixie Chicks «I Hope», producido por Tony Brown. 
El álbum alcanzó el primer puesto en la lista Independent Albums de Billboard y el dos en la European Albums. Además, supuso el primer número uno de Cocker en Alemania, donde había llegado al puesto dos en la lista de discos más vendidos del país con el lanzamiento de One Night of Sin.
Una edición limitada con CD y DVD fue publicada en diciembre de 2010, incluyendo varios temas en directo grabados en Le Zenith de París, Francia en 2010.

## Lista de canciones
1. "Hard Knocks" (Marc Broussard/Maxwell Aaron Ramsey/Shannon Sanders) – 3:24
2. "Get On" (Matt Serletic/Danny Myrick/Stephanie Bentley) – 3:28
3. "Unforgiven" (Mitch Allan/Kara DioGuardi/Nick Lachey/Dave Hodges) – 4:14
4. "The Fall" (Matt Serletic/Danny Myrick/Aimée Proal) – 3:49
5. "So It Goes" (Matt Serletic/Jeffrey Steele/Danny Myrick) – 3:21
6. "Runaway Train" (Ollie Marland) – 3:27
7. "Stay The Same" (Matt Serletic/Danny Myrick/Stephanie Bentley) – 4:39
8. "Thankful" (Matt Serletic/Kara DioGuardi) – 3:59
9. "So" (Chantal Kreviazuk/Thomas "Tawgs" Slater) – 3:56
10. "I Hope" (Keb' Mo'/Martie Maguire/Natalie Maines/Emily Robison) – 4:46
11. "Forever Changed" – 3:51 – iTunes bonus track

Temas extra (edición limitada)
1. "Hard Knocks" (Marc Broussard/Maxwell Aaron Ramsey/Shannon Sanders)
2. "Get On" (Matt Serletic/Danny Myrick/Stephanie Bentley)
3. "Unforgiven" (Mitch Allan/Kara DioGuardi/Nick Lachey/Dave Hodges)
4. "Thankful" (Matt Serletic/Kara DioGuardi)
5. "You Are So Beautiful" (Billy Preston/Bruce Fisher)
6. "With a Little Help from My Friends" (Lennon/McCartney)

## Personal
- Voz – Joe Cocker
- Guitarra – Ray Parker, Jr., Tim Pierce, Joel Shearer, Tom Bukovac, Kenny Greenberg
- Bajo – Chris Chaney, Glenn Worf
- Batería – Josh Freese, Dorian Crozier, Matt Chamberlain, Greg Morrow
- Teclados – Jamie Muhoberac, Matt Serletic
- Programación – Matt Serletic
- Orquestación - David Campbell
- Sintetizador, piano eléctrico Wurlitzer – Steve Nathan
- Trombón – Jeff Babko
- Saxofón – Cleto Escobedo III
- Trompeta – Ron King
- Producción vocal –  Sherree Brown, Rich King, Judson Spence
- Coros – Robyn Troup, Sherree Brown, Rich King, Mabvuto Carpenter, Stephanie Bentley, Kim Keys, Ashley Cleveland, Judson Spence
- Chelo, violín y viola – Stevie Blacke

## Posición en listas
| País              | Lista                 | Posición |
| ----------------- | --------------------- | -------- |
| Alemania          | Media Control Charts  | 1        |
| Austria           | Austrian Albums Chart | 4        |
| Bélgica (Flandes) | Ultratop 200          | 32       |
| Bélgica (Valonia) | Ultratop 200          | 41       |
| Francia           | SNEP Albums Chart     | 34       |
| Países Bajos      | Dutch Top 40          | 41       |
| Reino Unido       | UK Albums Chart       | 61       |
| Suiza             | Swiss Albums Chart    | 2        |